# مامودو أثي
مامودو أثي هو ممثل موريتاني أمريكي.ولد في موريتانيا ثم حصل والده على اللجوء للولايات المتحدة وهو في سن السادسة.

## روابط خارجية
مامودو أثي على موقع IMDb (الإنجليزية)
- مامودو أثي على موقع قاعدة بيانات الفيلم (الإنجليزية)